# KF 베사 페여
KF 베사 페여(알바니아어: KF Besa Pejë)는 페치(페여)를 연고로 하는 코소보의 축구 클럽이다. 현재는 코소보 슈퍼리그에 참가하고 있다.

## 성적
- 코소보 슈퍼리그 우승 3회 (2004-05, 2005-06, 2006-07)
- 코소보 컵 우승 3회 (2005-06, 2010-11, 2016-17)